# U redu je
U svibnju 2013. Elemental izdaje svoj šesti album U redu je koji nastavlja s nešto žešćim glazbenim stilom. Izlaze singlovi Bolji si, Prokleta ljubav, Neustrašivi i Po mojoj mjeri. 2013. godine je njihov spot za pjesmu “Malena” osvojio MTV Adria Platinum Award, a sljedeće godine album donosi Elementalu još jedan Porin u kategoriji “Najbolji album urbane i klupske glazbe”. 
| 1.    | »Balkana«          | Mirela Priselac Remi, Luka Tralić Shot | Konrad Lovrenčić Koni, Mirela Priselac Remi, Luka Tralić Shot, Ivan Vodopijec, Davor Zanoški, Erol Zejnilović | 3:57 |
| 2.    | »Po mojoj mjeri«   | Mirela Priselac Remi                   | Konrad Lovrenčić Koni, Mirela Priselac Remi, Luka Tralić Shot, Ivan Vodopijec, Davor Zanoški, Erol Zejnilović | 3:12 |
| 3.    | »Sto jedan razlog« | Mirela Priselac Remi, Luka Tralić Shot | Konrad Lovrenčić Koni, Mirela Priselac Remi, Luka Tralić Shot, Ivan Vodopijec, Davor Zanoški, Erol Zejnilović | 3:46 |
| 4.    | »Nož«              | Mirela Priselac Remi, Luka Tralić Shot | Konrad Lovrenčić Koni, Mirela Priselac Remi, Luka Tralić Shot, Ivan Vodopijec, Davor Zanoški, Erol Zejnilović | 5:02 |
| 5.    | »Neustrašivi«      | Mirela Priselac Remi, Luka Tralić Shot | Konrad Lovrenčić Koni, Mirela Priselac Remi, Luka Tralić Shot, Ivan Vodopijec, Davor Zanoški, Erol Zejnilović | 3:18 |
| 6.    | »Šok«              | Mirela Priselac Remi, Luka Tralić Shot | Konrad Lovrenčić Koni, Mirela Priselac Remi, Luka Tralić Shot, Ivan Vodopijec, Davor Zanoški, Erol Zejnilović | 3:52 |
| 7.    | »Prokleta ljubav«  | Mirela Priselac Remi                   | Konrad Lovrenčić Koni, Mirela Priselac Remi, Luka Tralić Shot, Ivan Vodopijec, Davor Zanoški, Erol Zejnilović | 3:54 |
| 8.    | »Prašina«          | Mirela Priselac Remi, Luka Tralić Shot | Konrad Lovrenčić Koni, Mirela Priselac Remi, Luka Tralić Shot, Ivan Vodopijec, Davor Zanoški, Erol Zejnilović | 4:37 |
| 9.    | »Bolji si«         | Mirela Priselac Remi, Luka Tralić Shot | Konrad Lovrenčić Koni, Mirela Priselac Remi, Luka Tralić Shot, Ivan Vodopijec, Davor Zanoški, Erol Zejnilović | 3:51 |
| 10.   | »Hejteri«          | Mirela Priselac Remi, Luka Tralić Shot | Konrad Lovrenčić Koni, Mirela Priselac Remi, Luka Tralić Shot, Ivan Vodopijec, Davor Zanoški, Erol Zejnilović | 3:11 |
| 11.   | »Jel' ovo kraj«    | Mirela Priselac Remi, Luka Tralić Shot | Konrad Lovrenčić Koni, Mirela Priselac Remi, Luka Tralić Shot, Ivan Vodopijec, Davor Zanoški, Erol Zejnilović | 3:03 |
| 12.   | »U redu je«        | Mirela Priselac Remi, Luka Tralić Shot | Konrad Lovrenčić Koni, Mirela Priselac Remi, Luka Tralić Shot, Ivan Vodopijec, Davor Zanoški, Erol Zejnilović | 3:21 |
| 45:03 |                    |                                        | |      |

- Sve aranžmane na albumu potpisuje grupa Elemental, odnosno Konrad Lovrenčić Koni, Mirela Priselac Remi, Luka Tralić Shot, Ivan Vodopijec, Davor Zanoški, Erol Zejnilović i Vida Manestar.
- Album je sniman i miksan u Element studiju, osim bubnja koji je sniman na EMI Učilištu.

## Izvođači
- Branko Komljenović (Menart) - izvršni producent
- Davor Zanoški Zane - klavijature
- Dušan Jungić - dizajn omota i vizualni identitet benda
- Erol Zejnilović - gitara, snimanje i miksanje
- Ivan Komlinović - mastering
- Ivan Vodopijec John - bubnjevi
- Jelena Vukosav - urednica izdanja
- Konrad Lovrenčić Koni - bas gitara, fotografija
- Luka Tralić Shot - vokal, produkcija, snimanje i miksanje
- Mirela Priselac Remi - vokal
- Vanesa Turčinhodžić Prijić - ilustracija
- Vida Manestar - vokal